# Bataille du cap Bon (1941)
Pour les articles homonymes, voir Bataille du cap Bon.
Seconde Guerre mondiale
Batailles
1940
- Vado
- Siège de Malte
- Club Run
- Convoi Espero
- Mers el-Kébir
- Punta Stilo
- Cap Spada
- Hurry
- Cap Passero
- MB.8
- Tarente
- Détroit d'Otrante
- White
- Cap Teulada

1941
- Excess
- Convoi AN 14
- Grog
- Abstention
- Baie de La Sude
- Cap Matapan
- Îles Kerkennah
- Crète
- Galite
- Substance
- Halberd
- Convoi Duisburg
- Cap Bon
- Syrte (1941)
- Rade d'Alexandrie

1942
- Syrte (1942)
- Calendar
- Bowery
- Albumen
- Harpoon
- Vigorous
- Pedestal
- Agreement
- Torch
- Stoneage
- Sabordage de la flotte française à Toulon
- Portcullis
- Banc de Skerki
- Olterra (navire auxiliaire)
- Raid sur Alger

1943
- Zouara
- Convoi de Cigno
- Convoi de Campobasso
- Corkscrew
- Husky
- Gela
- Scylla
- Pietracorbara
- Dodécanèse
  - Rhodes
  - Leros
  - Kos
- Convoi KMF-25A

1944
- Ist
- Raid sur Santorin
- Raid sur Symi
- Port-Cros
- La Ciotat
- Île de Pag

1945
Mer Ligure
- Convois alliés
  - convois de Malte
- Campagne des U-boote
- Campagne adriatique

La bataille du cap Bon est une bataille navale qui a eu lieu le 13 décembre 1941 au large du cap Bon en Tunisie, lors de la Seconde Guerre mondiale, entre la Regia Marina d'un côté, et la Royal Navy aidée de la Koninklijke Marine de l'autre.

## Déroulement
Dans la nuit du 12 décembre 1941, Ultra détecte la présence au large du cap Bon de deux croiseurs légers de la Regia Marina, les Alberto di Giussano et Alberico da Barbiano. Accompagnés du torpilleur de classe Spica Cigno, les deux navires sont en route pour la Libye, chargés d'essence et de munitions afin de ravitailler l'armée de l'air. Quatre destroyers, les HMS Sikh, Maori et Legion de la Royal Navy et le HNLMS Isaac Sweers de la Koninklijke Marine, alors en route de Gibraltar vers Malte, reçoivent l'ordre de les intercepter. Ils atteignent leur objectif vers 3 h 15 et lancent une première salve de 10 torpilles. Le Di Giussano a le temps de tirer trois coups avant de couler, et le Da Barbiano est secoué par un gigantesque incendie. Le Cigno essaie de riposter mais en vain : les destroyers alliés disparaissent aussi vite qu'ils sont apparus. Plus de 900 Italiens perdent la vie dans le naufrage,, parmi lesquels l'amiral Antonino Toscano (it).